# نيل والتر
نيل والتر (بالإنجليزية: Neil Walter)‏ هو دبلوماسي وسياسي نيوزلندي، ولد في 1942. انتخب Administrator of Tokelau ‏ (1988 – 1990).